# Daniel B. Cathcart
Daniel B. Cathcart (Boise, 8 dicembre 1906 – Los Angeles, 23 gennaio 1959) è stato uno scenografo statunitense.
Lavorò a oltre 30 tra film tra il 1944 ed il 1959. Ottenne due volte la candidatura ai Premi Oscar nella categoria migliore scenografia: nel 1944 e nel 1945.

## Filmografia parziale
- I candelabri dello zar (The Emperor's Candlesticks), regia di George Fitzmaurice (1937)
- L'ultimo gangster (The Last Gangster), regia di Edward Ludwig (1937)

- L'isola del diavolo (Strange Cargo), regia di Frank Borzage - scenografo associato (1940)

- La parata delle stelle (Thousands Cheer), regia di George Sidney (1943)
- Kismet, regia di William Dieterle (1944)
- Nuvole passeggere (Till the Clouds Roll By), regia di Richard Whorf (1946)
- La bella imprudente (Julia Misbehaves), regia di Jack Conway (1948)
- Credimi (Please Believe Me), regia di Norman Taurog (1950)
- Il pescatore della Louisiana (The Toast of New Orleans), regia di Norman Taurog (1950)
- L'avventuriera (The Law and the Lady), regia di Edwin H. Knopf (1951)
- Tra due amori (Her Twelve Men), regia di Robert Z. Leonard (1954)
- Il settimo peccato (The Seventh Sin), regia di Ronald Neame (1957)